# Untitled (piosenka The Smashing Pumpkins)
Untitled – pożegnalny singel zespołu Smashing Pumpkins na  okoliczność rozwiązania zespołu w 2000r. Do czasu ich ponownego zawiązania w 2007 roku, było to ostatnie oficjalne wydawnictwo grupy. Singiel promował składankę Rotten Apples.